# Holubinka Romellova
Holubinka Romellova (Russula romellii) je druh houby z čeledi holubinkovitých (Russulaceae).

## Znaky
Masitý klobouk je 3-15 cm široký, nejdřív klenutý, poté se postupně plošně rozevírá, přičemž středová část se mírně prohlubuje. Pokožka je lesklá, lehce drsná, ve vlhku oslizlá, bývá často skvrnitá, může nabývat několika různých barev - od růžové, červené, purpurové přes hnědou, hnědofialovou, nazelenalou až po žlutou či olivovou, odstín stářím postupně vybledá. Dá se sloupnout až do 2/3 poloměru klobouku.
Lupeny jsou tlusté, křehké, krémové až žluté, propojené žilkami, u třeně zaoblené, na klobouku hustě uspořádané, stářím však lupeny řídnou.Výtrusný prach je žlutý.
Třeň je 5-10 cm dlouhý, pevný, válcovitý až kyjovitý, hladký, u starších plodnic podélně vrásčitý, bílý, báze může být jemně rezavá.
Dužnina je tuhá, bílá, chuťově mírná, aroma je slabě ovocné, při styku s fenolem hnědne.

## Užití
Jedlá houba.

## Ekologie
Od července do září roste tato holubinka na vlhkých, vápenitých substrátech pod listnatými stromy s preferencí buků, pak i pod habry a duby.

mapa rozšíření

## Rozšíření
Druh je rozšířen v oblastech jižní, západní, střední a severní Evropy.

## Galerie

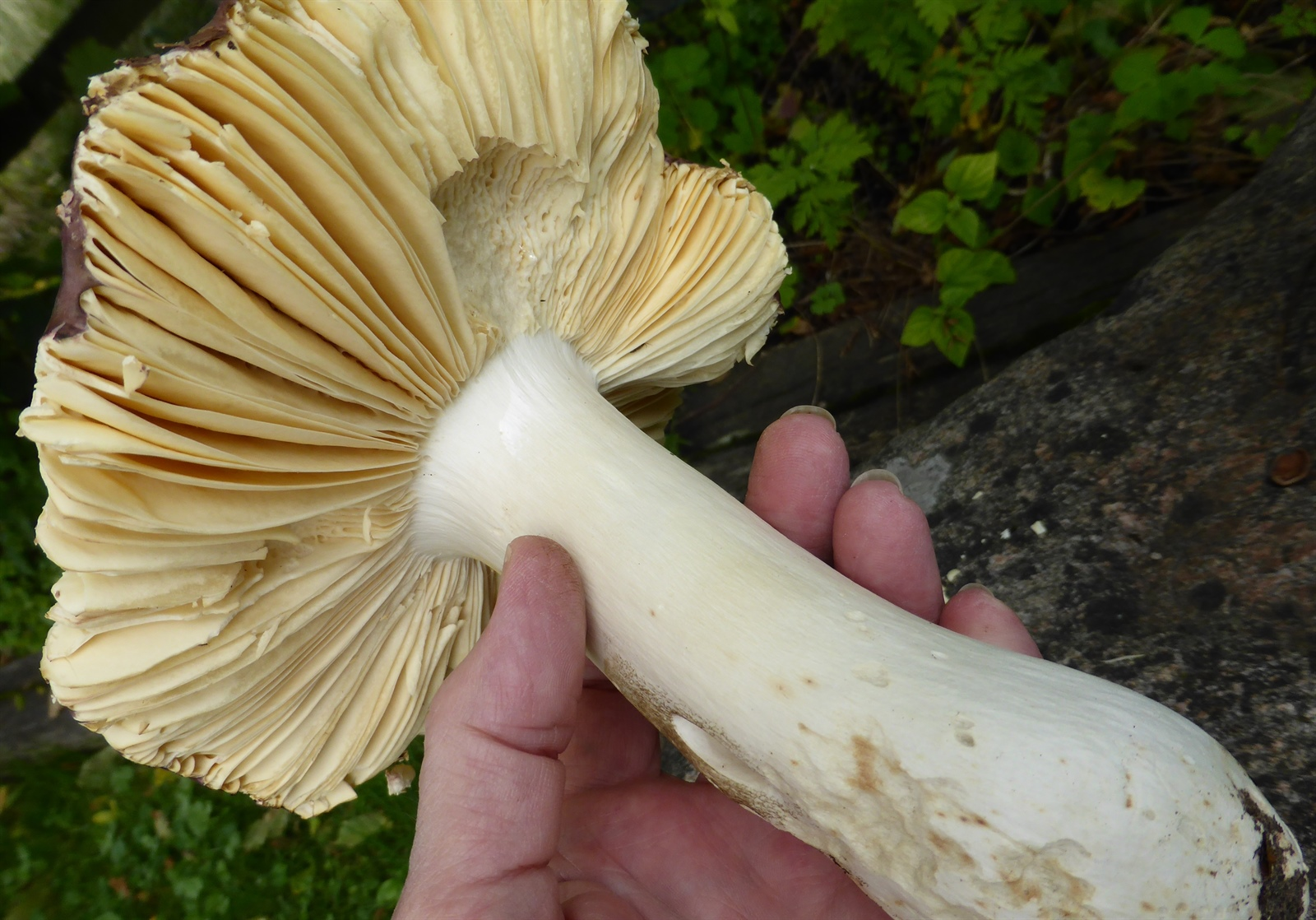
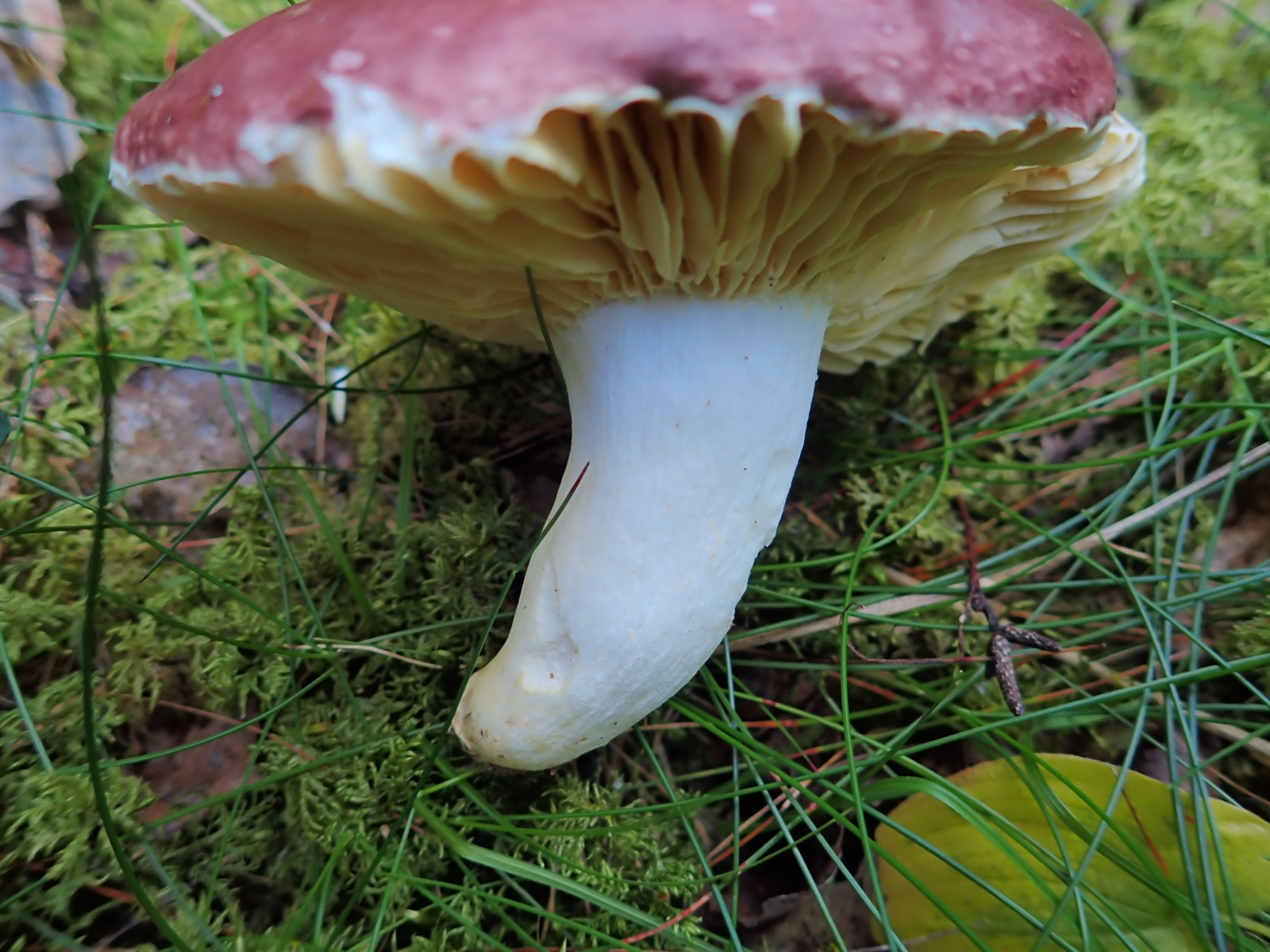
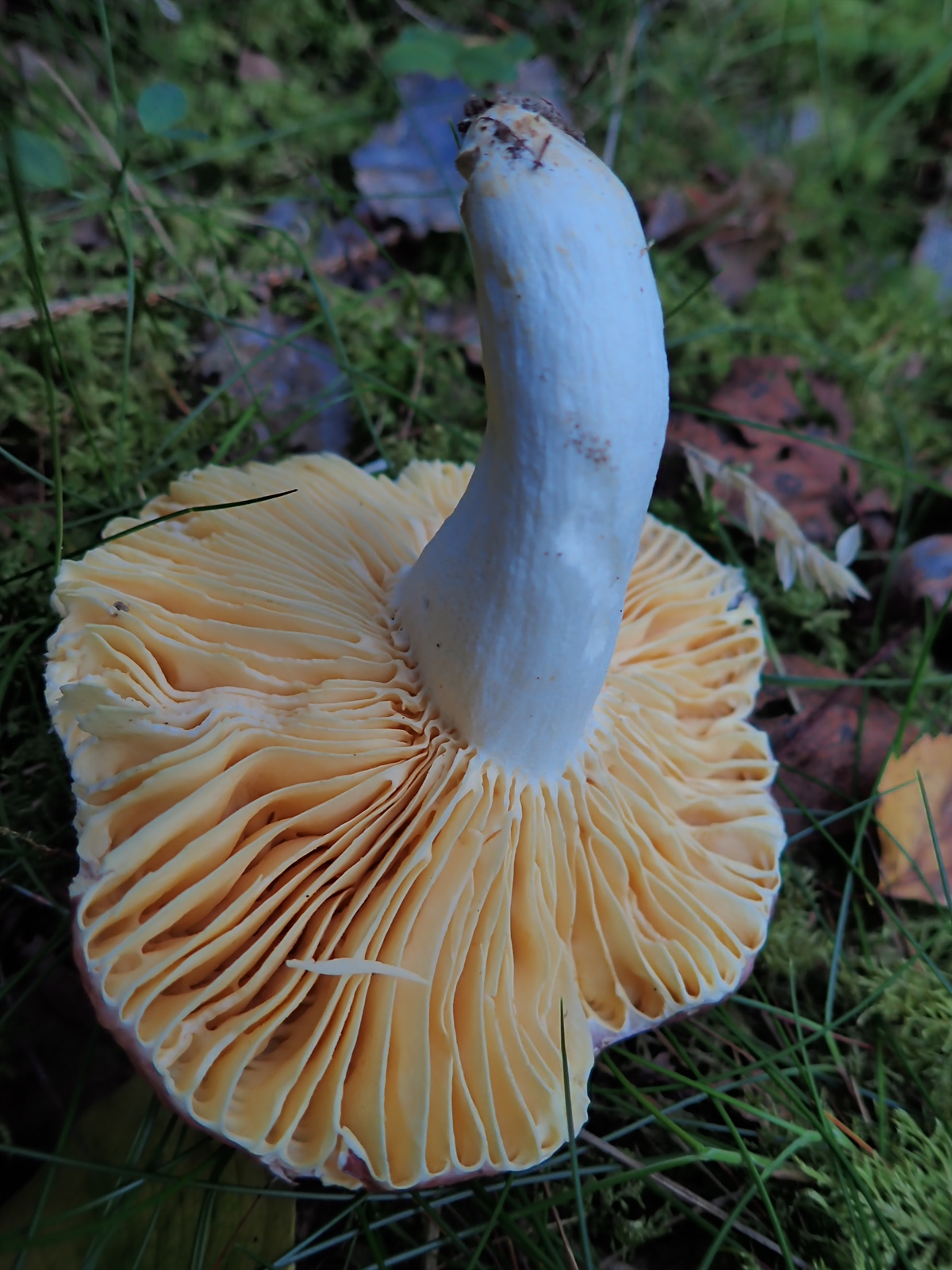
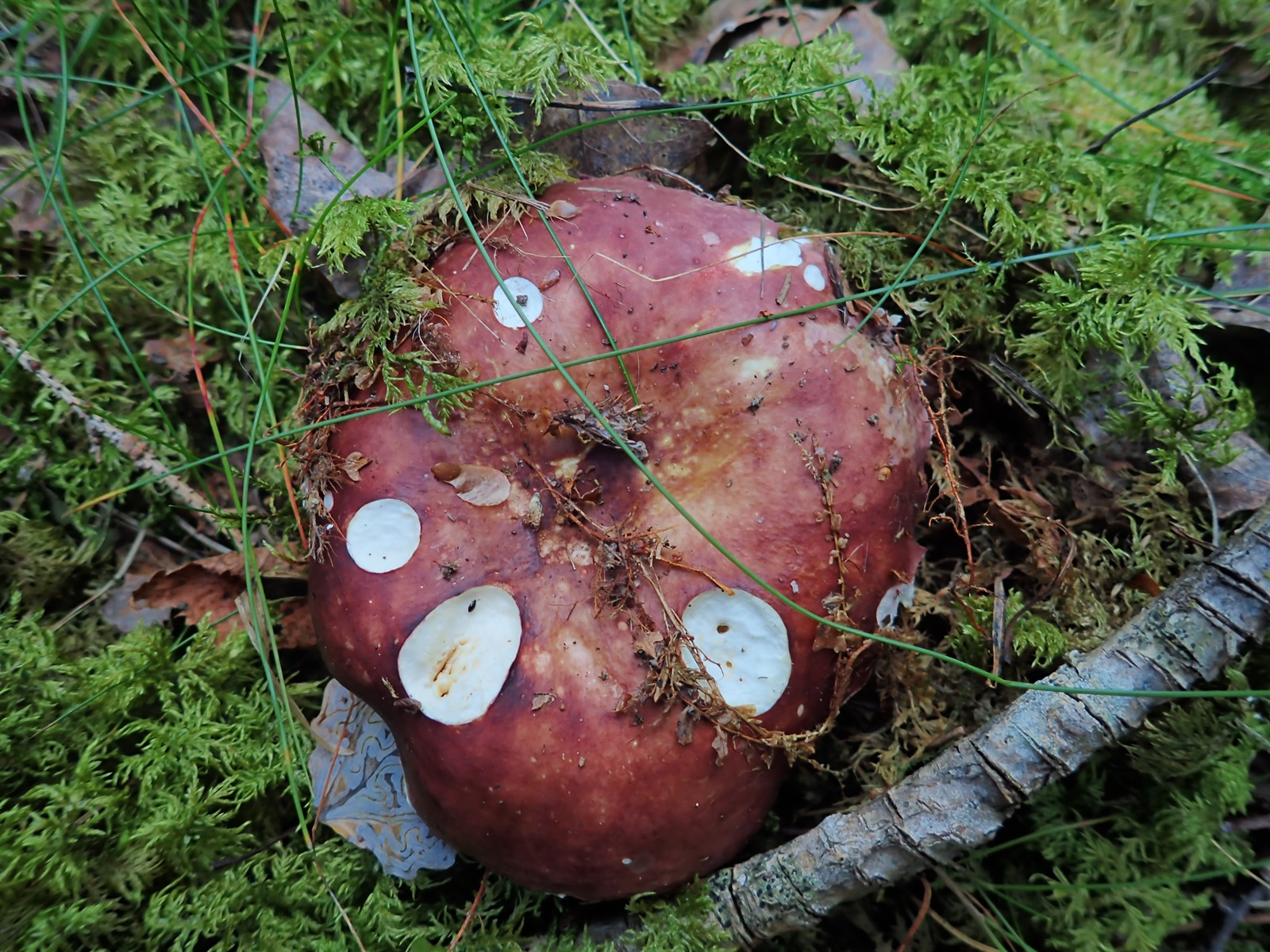
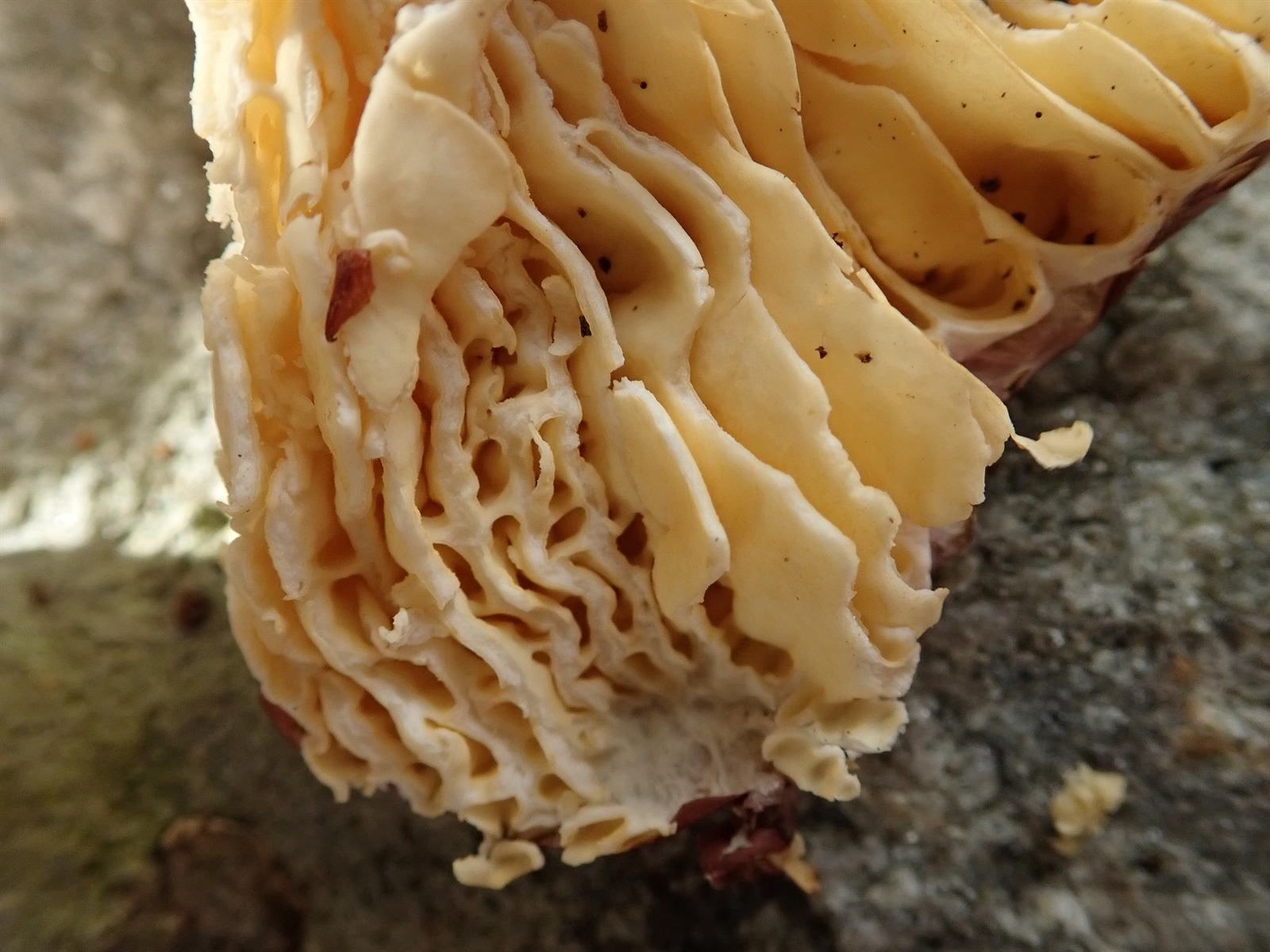

## Možnost záměny
- Holubinka vínově růžová (Russula pseudoromellii)
- Holubinka červenobílá (Russula rubroalba)
- Holubinka odchylná (Russula alternata)
- Holubinka celokrajná (Russula integra)
- Holubinka krátkonohá (Russula curtipes)
- Holubinka habrová (Russula carpini)
- Holubinka podrusá (Russula alutacea)
- Holubinka vínově hnědá (Russula vinosobrunnea)
- Holubinka olivová (Russula olivacea)